# ANA Yokohama Football Club 1985-1986
Questa voce raccoglie le informazioni riguardanti l'ANA Yokohama Football Club nelle competizioni ufficiali della stagione 1985-1986.

## Stagione
Dopo aver iniziato la stagione con un'eliminazione immediata dalla Coppa di Lega (dove uscì al primo turno a causa di una sconfitta ai rigori contro il Fujita) l'ANA Yokohama si apprestò a esordire in massima serie con una situazione interna turbolenta, dovuta a dissidi sorti tra alcuni giocatori e la All Nippon Airways in merito alla gestione delle infrastrutture e a delle disparità di trattamento dovute alle modalità di contratto previste per i tesserati (che stabilivano, per i giocatori con un contratto simile a quello professionistico, maggiori agevolazioni economiche).
In questo contesto la squadra uscì al secondo turno di Coppa dell'Imperatore dopo essere stata sconfitta per 1-0 contro lo Yamaha Motors e non fu mai in gara per la salvezza, accumulando cinque punti nell'arco di ventidue gare e risultando matematicamente retrocessa in seconda divisione con un mese di anticipo. In seguito a tale risultato la All Nippon Airways decise un radicale rinnovamento della rosa annunciando anche il licenziamento di quegli elementi ritenuti "insoddisfatti delle condizioni contrattuali": i giocatori risposero mettendo in atto uno sciopero contro la dirigenza, rifiutandosi di scendere in campo in occasione del match che si sarebbe disputato l'ultima giornata.
Tale avvenimento causò un'indagine disciplinare da parte della JFA che dispose una squalifica permanente dei giocatori coinvolti e, in un primo momento, bandì per tre mesi la società dalle competizioni nazionali: in seguito ad alcune misure adottate dalla dirigenza (tra cui la ridefinizione dei contratti dei giocatori e l'allontanamento di parte dello staff ritenuto responsabile di non aver fatto nulla per arginare i dissidi, tra cui l'allenatore Kurimoto), quest'ultimo provvedimento fu tuttavia revocato.

## Maglia e sponsor
Le divise sono prodotte dalla Puma.
| Manica sinistra · Manica sinistra · Maglietta · Maglietta · Manica destra · Manica destra · Pantaloncini · Pantaloncini · Calzettoni | Manica sinistra · Manica sinistra · Maglietta · Maglietta · Manica destra · Manica destra · Pantaloncini · Pantaloncini · Calzettoni |  |

## Rosa
| N. |                          | Ruolo | Calciatore            |
| -- | ------------------------ | ----- | --------------------- |
| 1  | Giappone (bandiera)      | P     | Takeshi Oe            |
| 4  | Giappone (bandiera)      | D     | Nobuyuki Otake        |
| 5  | Giappone (bandiera)      | D     | Moichi Kiguchi        |
| 6  | Giappone (bandiera)      | C     | Tadashi Karai         |
| 7  | Corea del Sud (bandiera) | A     | Choi Hae-Jin          |
| 8  | Brasile (bandiera)       | A     | João Dickson Carvalho |
| 10 | Brasile (bandiera)       | C     | Jair Masaoka          |
| 11 | Giappone (bandiera)      | A     | Mikio Kawasaki        |
| 13 | Giappone (bandiera)      | A     | Ichiro Shichijo       |

| N. |                          | Ruolo | Calciatore      |
| -- | ------------------------ | ----- | --------------- |
| 16 | Giappone (bandiera)      | D     | Miichiro Umeda  |
| 17 | Giappone (bandiera)      | A     | Masaaki Katō    |
| 19 | Giappone (bandiera)      | P     | Koji Osawa      |
| 20 | Giappone (bandiera)      | D     | Hiroshi Kishida |
| 24 | Giappone (bandiera)      | D     | Masaki Yokotani |
| 29 | Giappone (bandiera)      | C     | Ryusuke Ofuchi  |
| 30 | Corea del Sud (bandiera) | C     | Lee Gook-Soo    |
|    | Giappone (bandiera)      | D     | Junya Morishige |
|    | Giappone (bandiera)      |       | Jiro Yoshino    |

## Risultati

### Japan Soccer League Cup
| Hamamatsu 29 giugno 1985 Primo turno | Fujita | 5 – 4 (d.c.r.) (1 – 1) | ANA Yokohama |  |

### Coppa dell'Imperatore
| Iwata 14 dicembre 1985 Primo turno | Nissei Plastic Ind. | 1 – 3 | ANA Yokohama |  |

| Iwata 15 dicembre 1985 Secondo turno | Yamaha Motors | 1 – 0 | ANA Yokohama |  |

## Statistiche

### Statistiche di squadra
| Competizione          | Punti | Totale | Totale | Totale | Totale | Totale | Totale | DR  |
| Competizione          | Punti | G      | V      | N      | P      | Gf     | Gs     | DR  |
| --------------------- | ----- | ------ | ------ | ------ | ------ | ------ | ------ | --- |
| JSL Division 1        | 5     | 22     | 2      | 1      | 19     | 16     | 57     | -41 |
| JSL Cup               | -     | 1      | 0      | 1      | 0      | 1      | 1      | 0   |
| Coppa dell'Imperatore | -     | 2      | 1      | 0      | 1      | 3      | 2      | +1  |
| Totale                | -     | 25     | 3      | 2      | 20     | 20     | 60     | -40 |

### Statistiche dei giocatori
| Giocatore    | JSL Division 1 | JSL Division 1 | JSL Cup  | JSL Cup | Coppa dell'Imperatore | Coppa dell'Imperatore | Totale   | Totale |
| Giocatore    | Presenze       | Reti           | Presenze | Reti    | Presenze              | Reti                  | Presenze | Reti   |
| ------------ | -------------- | -------------- | -------- | ------- | --------------------- | --------------------- | -------- | ------ |
| Carvalho     | 11             | 3              | ?        | ?       | ?                     | ?                     | 11+      | 3+     |
| Choi Rae-Jin | ?              | ?              | ?        | ?       | ?                     | ?                     | ?        | ?      |
| Lee Gook-Soo | 19             | 0              | ?        | ?       | ?                     | ?                     | 19+      | 0+     |
| T. Karai     | ?              | ?              | ?        | ?       | ?                     | ?                     | ?        | ?      |
| M. Kato      | 8              | 1              | ?        | ?       | ?                     | ?                     | 8+       | 1+     |
| M. Kawasaki  | 1+             | ?              | ?        | ?       | ?                     | ?                     | 1+       | ?      |
| M. Kiguchi   | ?              | ?              | ?        | ?       | ?                     | ?                     | ?        | ?      |
| H. Kishida   | 1+             | ?              | ?        | ?       | ?                     | ?                     | 1+       | ?      |
| J. Masaoka   | 1+             | ?              | ?        | ?       | ?                     | ?                     | 1+       | ?      |
| J. Morishige | ?              | ?              | ?        | ?       | ?                     | ?                     | ?        | ?      |
| R. Ofuchi    | 15             | 0              | ?        | ?       | ?                     | ?                     | 15+      | 0+     |
| T. Oe        | 1+             | -6+            | ?        | -?      | ?                     | -?                    | 1+       | -6+    |
| K. Osawa     | 1+             | 1              | ?        | -?      | ?                     | -?                    | 1+       | 1+     |
| N. Otake     | ?              | ?              | ?        | ?       | ?                     | ?                     | ?        | ?      |
| I. Shichijo  | 1+             | ?              | ?        | ?       | ?                     | ?                     | 1+       | ?      |
| M. Umeda     | 1+             | ?              | ?        | ?       | ?                     | ?                     | 1+       | ?      |
| M. Yokotani  | 1              | 0              | ?        | ?       | ?                     | ?                     | 1+       | 0+     |